# Назаров, Михаил Семёнович
Михаил Семёнович Назаров (19 ноября 1897 года, г. Болхов, Орловская губерния — 17 апреля 1978 года, Москва) — советский военный деятель, генерал-майор (17 января 1944 года).
Михаил Семёнович был депутатом Верховного Совета Башкирской АССР 2-го созывов, 3-го созывов и 4-го созывов.

## Начальная биография
Михаил Семёнович Назаров родился 19 ноября 1897 года в городе Болхов Орловской губернии в семье рабочего.
С 12 лет начал работать на кожевенном заводе, а в 1918 году — заместителем председателя Болховской ЧК.
Умер Михаил Семёнович Назаров на Москве 17 апреля 1978 года на 81-м году жизни.

## Военная служба

### Гражданская война
В октябре 1918 года призван в ряды РККА и направлен красноармейцем в учебную команду при стрелковом батальоне, дислоцированном в городе Щигры, а в январе 1919 года переведён конным разведчиком в 4-й Орловский артиллерийский дивизион, после чего во время советско-польской войны принимал участие в боевых действиях на Западном фронте. Получил ранение под Двинском лечился в госпитале и по выздоровлении в июне 1919 года направлен на учёбу на Орловские кавалерийские курсы, а затем был переведён в Тверскую кавалерийскую школу, после окончания которой с апреля 1920 года служил на должностях помощника командира эскадрона 23-го кавалерийского полка, военкома батареи 1-й кавалерийской бригады и военкома 24-го кавалерийского полка в составе 4-й кавалерийской дивизии (Западный фронт).
После ранения с сентября лечился в госпитале и по выздоровлении в феврале 1921 года назначен на должность военкома Ливенского караульного батальона, а в апреле — на должность помощника военкома 50-го стрелкового полка (6-я стрелковая дивизия), находясь на которой, участвовал в боевых действиях по подавлению восстания под командованием И. С. Колесникова на территории Воронежской губернии. В октябре назначен в составе этой же дивизии на аналогичную должность в 49-м стрелковом полку, в феврале 1922 года — в 142-м стрелковом полку, а в сентябре — на должность военкома 48-го отдельного эскадрона (сводный конный отряд Самаркандской области, Туркестанский фронт), после чего принимал участие в боевых действиях против басмаческих отрядов под командованием курбаши Ачил-бека.
В июле 1923 года назначен на должность помощника военкома 66-го кавалерийского (11-я кавалерийская дивизия), в составе которого участвовал в боевых действиях против формирований под командованием курбаши Мулла-Абдукагара и Ибрагим-бека на территории Западной и Восточной Бухары.
За боевые отличия в Гражданской войне Михаил Семёнович Назаров награждён орденом Красного Знамени.

### Межвоенное время
В августе 1924 года направлен на учёбу в Киевскую Объединённую военную школу командиров РККА, по окончании которой с сентября 1926 года служил на должностях помощника командира эскадрона, командира взвода и эскадрона в 20-м Сальском кавалерийском полку (4-я Ленинградская кавалерийская дивизия, Ленинградский военный округ).
В октябре 1928 года Назаров направлен на подготовительный курс Военно-политической академии имени Н. Г. Толмачёва, после окончания которого в сентябре 1929 года переведён на учёбу в Военную академию имени М. В. Фрунзе, по окончании которого в мае 1933 года назначен на должность начальника штаба 71-го кавалерийского полка (8-я кавалерийская дивизия, ОКДВА), в июле 1934 года — на должность начальника штаба 64-го Кавказского кавалерийского полка (15-я Кубанская кавалерийская дивизия).
В сентябре 1935 года переведён в Киевский военный округ, где назначен на должность начальника 5-го отделения штаба 2-го кавалерийского корпуса, а в сентябре 1938 года — на должность начальника 5-го отдела Армейской кавалерийской группы.
В ноябре 1939 года направлен на учёбу в Академию Генерального штаба имени К. Е. Ворошилова.

### Великая Отечественная война
После досрочного окончания академии 18 июля 1941 года полковник Назаров назначен на должность командира 182-й стрелковой дивизии (11-я армия, Северо-Западный фронт), которая вела оборонительные боевые действия в районе г. Дно, а затем отступала по направлению на Старую Руссу, где заняла оборону на рубеже Лужно, Ильина, Нива. 25 января 1942 года был снят с занимаемой должности, после чего находился в распоряжении Военного совета фронта.
17 февраля назначен на должность командира 163-й стрелковой дивизии, которая принимала участие в ходе Демянской наступательной операции.
После получения тяжёлого перелома ноги с мая 1942 года лечился в госпиталях Москвы, Новосибирска и ст. Карачи. После выздоровления 25 октября того же года назначен на должность начальника Уфимского пехотного училища. С июля 1943 года служил старшим преподавателем кафедры оперативной подготовки Военную академию имени М. В. Фрунзе, однако уже в августе того же года вернулся на прежнюю должность начальника училища.
За выдающиеся заслуги по подготовке офицерских кадров для действующей армии группа офицеров Уфимского пехотного училища Указом Президиума Верховного Совета СССР от 22 февраля 1944 года была награждена орденами и медалями. Начальник училища генерал-майор М.С.Назаров был удостоен ордена Отечественной войны 1-й степени.

### Послевоенная карьера
После окончания войны находился на прежней должности.
Генерал-майор Михаил Семёнович Назаров в апреле 1957 года вышел в запас. Умер 17 апреля 1978 года в Москве. Похоронен на Новодевичьем кладбище.

## Награды
- Орден Ленина (21.02.1945);
- Три ордена Красного Знамени (1930, 03.11.1944, 20.06.1949);
- Орден Отечественной войны 1 степени (22.02.1944);
- Медали СССР.

## Память
В 1993 году по решению Уфимского горсовета на доме № 51 по улице Ленина была установлена мемориальная доска.